# 240 Vanadis
För andra betydelser, se Vanadis.
240 Vanadis är en asteroid upptäckt 27 augusti 1884 av den franske astronomen Alphonse Borrelly vid Marseille-observatoriet. Asteroiden har fått sitt namn efter ett alternativt namn på Freja, fruktbarhetsgudinnan inom nordisk mytologi.